# Park Karola Ferdynanda Wazy w Wyszkowie
Park Karola Ferdynanda Wazy w Wyszkowie – park miejski w Wyszkowie w województwie mazowieckim. Położony jest nad brzegiem rzeki Bug. Od lat 70. XX w. park wpisany jest do rejestru zabytków.

## Historia
W XIX wieku w miejscu dawnego folwarku biskupów płockich powstała posiadłość carskiego urzędnika senatora Sołowiowa. W 1919 r. władze miasta odkupiły dawną senatorską willę, z otaczającym obszarem 2,5 ha na potrzeby Towarzystwa Szkoły Średniej, które zarządzało Gimnazjum Koedukacyjnym Towarzystwa Szkoły Średniej w Wyszkowie n. Bugiem. Do istniejącego budynku dobudowano salę gimnastyczną, a w ogrodzie ( nazywanym Ogrodem Senatorskim) powstały boiska do piłki siatkowej, korty tenisowe, ścieżki biegowe oraz skocznia lekkoatletyczna oraz dwie sadzawki wykorzystywane zima jako lodowiska. Podczas II wojny światowej budynek gimnazjum został spalony, a ogród zniszczony. Gimnazjum wznowiło działalność w wynajmowanych pomieszczeniach planując odbudowę budynku. Tymczasowo przy jego ruinach urządzono boiska, na których organizowano zajęcia wychowania fizycznego. Po upaństwowieniu gimnazjum (tradycje kontynuuje I LO im C.K. Norwida w Wyszkowie) park niszczał. Nazywano go parkiem gimnazjalnym, a w latach 80. XX wieku Parkiem 30–lecia PRL. Po 1989 roku nadano mu imię biskupa płockiego Karola Ferdynanda Wazy.
Drzewostan na który składały się lipy, dęby i klony podczas II wojny światowej został zniszczony w 65 procentach. Po wojnie zostało zniszczone oświetlenie, ławki, śmietniki i amfiteatr. Została rozebrana nawierzchnię kortu tenisowego. Z dawnych budynków zachowała się tylko XIX neogotycka kordegarda przy ulicy Kościuszki pełniąca funkcję stróżówki. Częścią parku jest obelisk ufundowany przez Jana Kazimierza projektu Giovaniego Batysty Gisleniego upamiętniający śmierć jego przyrodniego brata Karola Ferdynanda Wazy. 
W latach 2014–2020 w ramach pierwszego etapu rewitalizacji parku wycięto część drzew i krzewów, nasadzono nowe i przycięto pozostałe. 30 października 2018 roku odsłonięto ławeczkę Różyckiego upamiętniającą postać absolwenta (1926) Koedukacyjnego Gimnazjum. 

## Galeria

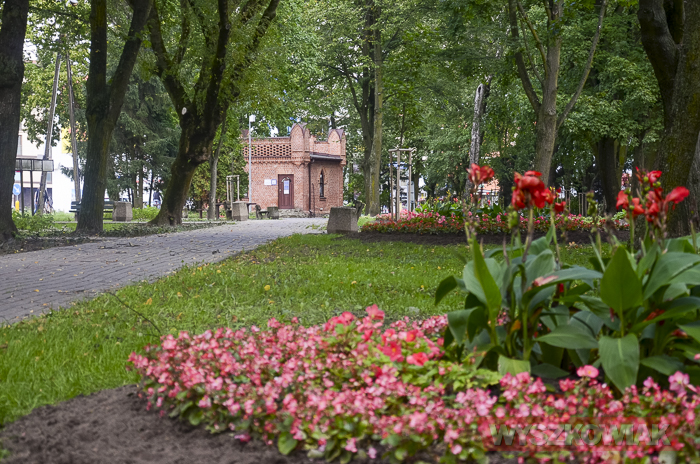
Park miejski w Wyszkowie (widok na aleję graniczną parku od strony ul. 3 Maja i w oddali na dawną stróżówkę przy wejściu do parku)
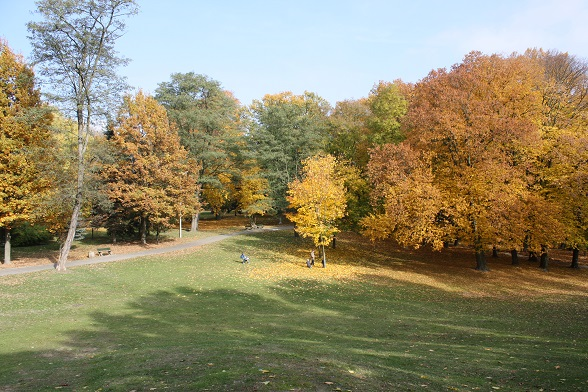
Park Miejski w Wyszkowie (widok na aleję główną)
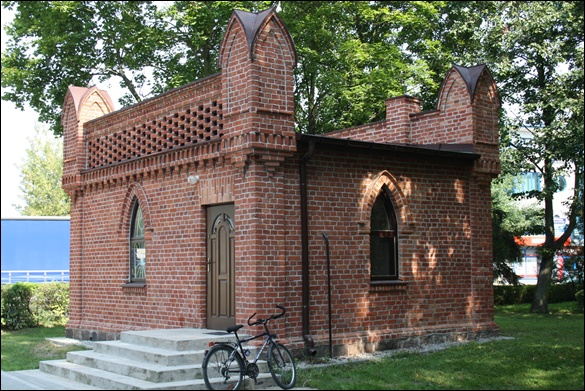
Widok na stróżówkę parkową
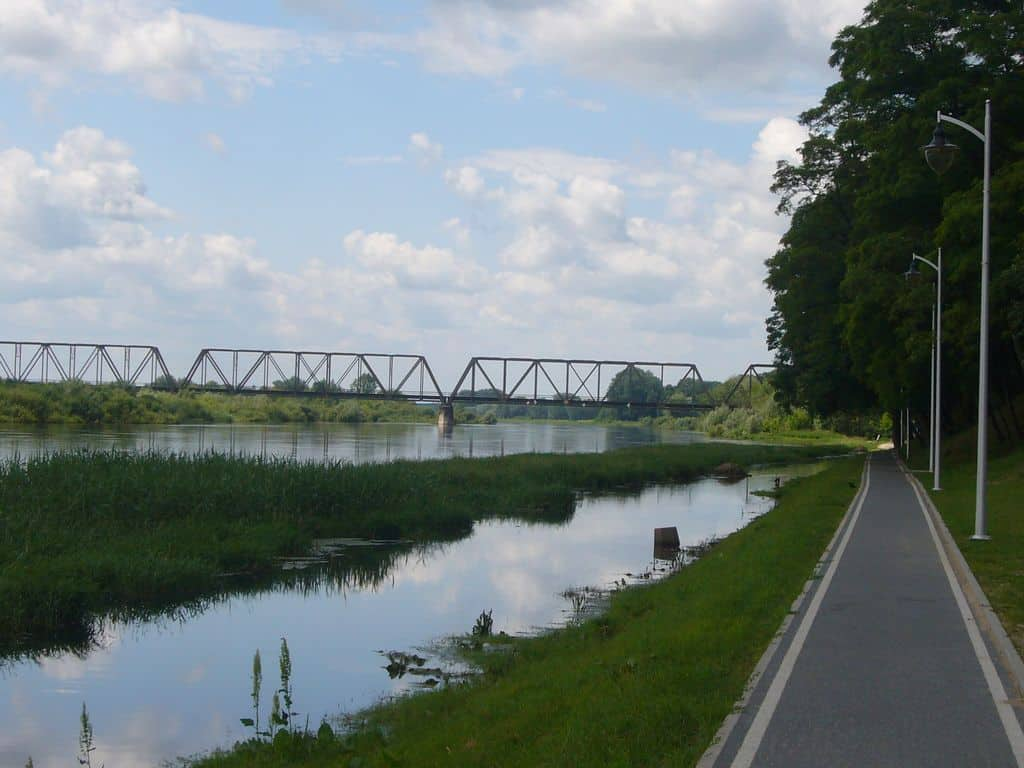
Widok na aleję graniczną parku od strony rzeki Bug oraz w oddali na most kolejowy na linii kolejowej nr 29.
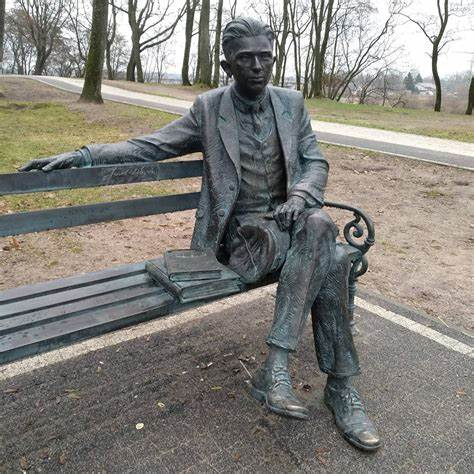
Pomnik Jerzego Różyckiego
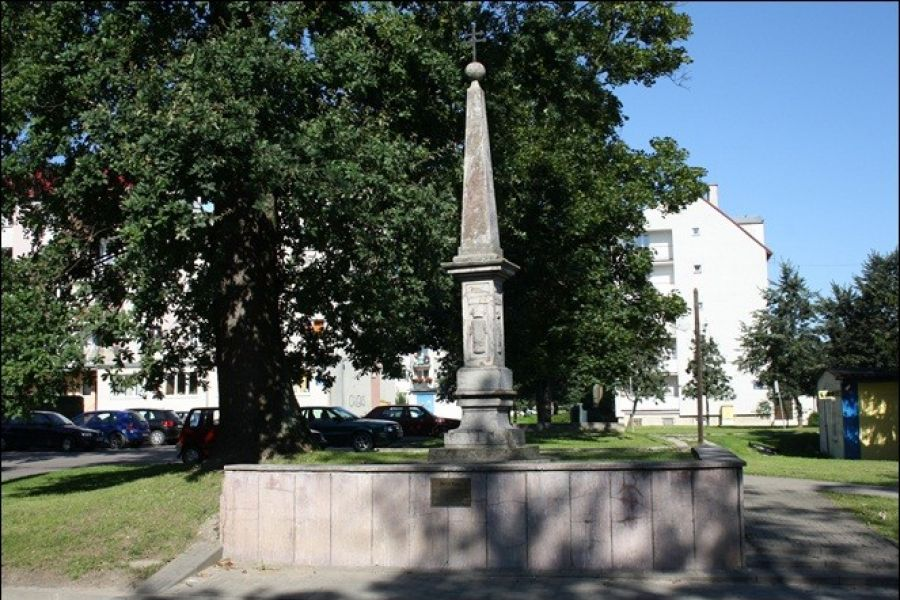
Pomnik Wazów w Wyszkowie (nieopodal wyszkowskiego parku – przy skrzyżowaniu ulic 3 Maja i Aleja Róż)
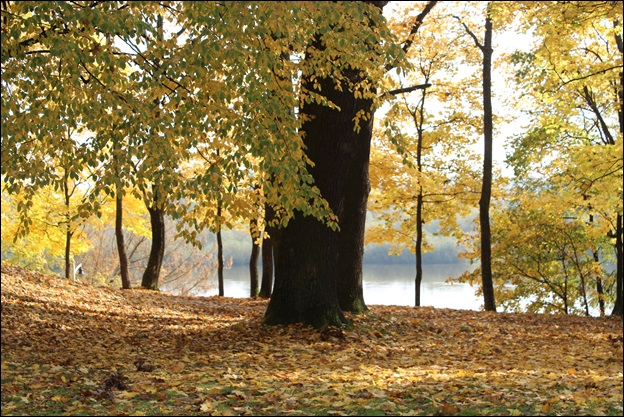
Park miejski w Wyszkowie (widok w oddali na rzekę Bug)